# Smerče
Smerče (nemško Emmersdorf) je naselje v Občini Čajna v Okraju Beljak-dežela na Koroškem v Avstriji.